# روان‌پریشی
روان‌پریشی یا سایکوز یا سایکوسیس (به انگلیسی: Psychosis) به معنای وضعیت روانی غیرطبیعی است که در روان‌پزشکی برای بیان حالت «از دست رفتن توانایی تشخیص واقعیت از خیال» به کار می‌رود. روان‌پریشی دربرگیرنده دسته‌ای از اختلالات روانی است که در طول آن‌ها بیمار دچار علایمی مانند توهم یا هذیان شود. هر گاه این علایم در افراد سبب بروز اختلال در کارکرد یا بروز استرس شود، می‌توان نام اختلال را بر آن گذاشت. دو ویژگی بارز آن شامل هذیان (بیان غیرعمد درک نادرست از واقعیات) و توهم (دیدن یا شنیدن غیرعمد چیزی که اساساً نبوده و نیست) است.
هنگامی که شخص در مراحل شدید این اختلال قرار دارد، جلسات روان‌درمان ممکن است که روی وی مؤثر نباشد (زیرا توانایی درک و پذیرش صحبت منطقی را ندارد) و فقط از طریق مصرف دارو قابل کنترل است.

## تعریف
واژه سایکوسیس از ترکیب دو کلمه یونانی پسوخه، ψυχή، به معنای روان، و اُسیس، οσις، به معنای موقعیت غیرطبیعی تشکیل شده‌است؛ و به معنی وضعیتی روانی و غیرطبیعی است که حالت‌های مختلفی را دربر می‌گیرد ولی اصلی‌ترین ویژگی آن قطع ارتباط مغز با دنیای واقعیت است.

## تاریخچه
علایم این بیماری در گذشته‌های دور نیز شناخته شده بود؛ و پیشینیان تعبیرهایی افسانه‌وار دربارهٔ آن داشتند.
در واقع روان گسیختگی(Schizophrenia) نوع خاصی از پسیکوز است.
پسیکوزها شرایط روانی جدی هستند که با از دست دادن ارتباط با واقعیت شناخته می‌شوند. اولین اپیزود واضح از پسیکوز می‌تواند بعد از یک دوره هشداردهنده (prodromal) به مدت حداقل شش ماه، زمانی که فرد با تغییرهای تدریجی غیراختصاصی در افکار، ادراک، رفتارها و عملکرد روبه‌رو می‌شود، رخ دهد. اگر چه یک فرد دچار تغییرهایی می‌شود، آنها هنوز دچار علائم آشکارتر پسیکوتیک مانند هذیان‌ها (باورهای غلط پایدار) یا توهمات (تصورهای بدون علت) نشده‌اند.

## علل
عمده‌ترین عاملی که فعلاً در بروز سایکوز شناخته شده‌است، افزایش دوپامین (D) در مغز است. داروهای ضد سایکوز از طریق آنتاگونیسم گیرنده‌های دوپامینی که در مسیرهای مزولمبیک و مزوکورتیکال پراکنده‌اند عمل می‌کنند.
عوامل ارثی - ژنتیکی، ضربه‌ها و تنش‌های شدید روانی، جسمی و محیطی باعث جهش عوامل ژنتیکی پیشا-موجود در فرد شده و ظهور بیماری را سرعت می‌بخشند. الکل و داروهای خاص می‌توانند سبب جنون شوند، اسکیزوافکتیو، تومورهای مغزی، اسکیزوفرنی، ابتلا به حمله‌های تشنجی، افسردگی‌های نادیده گرفته شده، اختلال‌های خلقی دوقطبی، زوال عقل (دمانس و آلزایمر) و سکته‌های مغزی.

## پاتوفیزیولوژی
به کاراندام‌شناسی حالت‌های نابهنجار به‌ویژه به بررسی تغییر عملکردهایی که همراه با یک نشانگان یا بیماری رخ می‌دهند، پاتوفیزیولوژی گفته می‌شود.

## علایم و نشانه‌ها
علایم اصلی که در جنون دیده می‌شود عبارتند از:
- هذیان
- توهم
- فقدان بینش
- اختلال قضاوت
- رفتار آشفته
- گفتار آشفته
- اختلال در خواب
- کابوس

## درمان
درمان بسته به علت جنون متفاوت است. در اکثر موارد بستری شدن در بیمارستان‌های اعصاب و روان لازم است. داروهایی که توهم‌های شنوایی و هذیان‌ها را کاهش می‌دهند، و تفکر و رفتار را پایدار می‌کنند (داروهای آنتی سایکوتیک) مکمل هستند، یعنی اغلب به تنهایی مؤثر نمی‌باشند.
گیرنده‌های دوپامینی در دو خانواده شبه D1 (شامل D1وD5) و خانواده شبه D2 (شاملD4 ،D3 ،D2) شناسایی شده‌اند. داروهای قدیمی (فنوتیازین‌ها، تیوگزانتین و بوتیروفنون) برای D2 انتخابی تر از D1 هستند. از داروهای جدید برخی مثل سولپیراید برای D2 انتخابی هستند و برخی مثل کلوزاپین برای D1 و D2 غیرانتخابی و تمایل زیادی به D4 دارند.
گروه درمانی یا مشاوره روان‌شناسانه نیز کمک‌کننده است.

### دارودرمانی در روان‌پریشی
نسل اول ضدّ روان‌پریشی‌ها،
1. بوتیروفنون‌ها مانند هالوپریدول و دروپردیول
2. فنوتیازین‌ها مانند کلرپرومازین، فلوفنازین، تیوریدازین، تری فلوپرازین و پرفنازین
3. تیوگزانتین‌ها مانند تیوتیکسن و فلوپنتیکسول

نسل دوم آنتی سایکوتیک‌ها (جدیدترند) مانند الانزاپین، کلوزاپین، ریسپریدون، کوئتیاپین، زیپراسیدون
نسل سوم مانند آری پیپرازول آلپرازولام

## عوارض داروها
آنتی سایکوتیک‌ها به‌جز انسداد گیرنده‌های دوپامینی موجود در مسیر درمان، می‌توانند بسته به نوع، مقدار و مدت مصرف موجب انسداد این گیرنده‌ها در مسیرهای دیگر و بلوک گیرنده‌های غیردوپامینی نیز بشوند و درجات متفاوت عوارض جانبی زیر را به‌وجود آورند:
عوارض خارج هرمی: که از انسداد گیرنده‌های D2 در مسیر Nigrostriatal به وجود می‌آیند.
افزایش پرولاکتین خون: که از انسداد گیرنده‌های D2 در مسیر Tunero infundibular در هیپوفیز رخ می‌دهد.
اثر ضد استفراغ: با مهار گیرنده D2 در CTZ به عنوان ضد استفراغ عمل می‌کنند.
کاهش فشار خون وضعیتی: به علت انسداد گیرنده آلفا آدرنرژیک (بیشتر توسط فنوتیازین‌ها)
سداسیون: ناشی از مهار گیرنده‌های H1 است
عوارض آنتی موسکارینی: ممکن است محیطی باشد (احتباس ادرار، یبوست، خشکی دهان، تاکی کاردی، تاری دید، حمله گلوکوم، ناتوانی جنسی، وقفه در انزال) یا به‌صورت عارضه مرکزی (اختلال در حافظه و شعور که بیشتر در سال خوردگان پیش می‌آید)
عوارض دیگر:
این عوارض که شیوع کمتری دارند شامل آریتمی شبه کینیدی(تیوریدازین)، هیپوترمی (شایع)، هیپرترمی (در دوز بالا و محیط گرم) ژنیکوماستی، افزایش وزن، هیپرگلیسمی، آمنوره، هپاتیت، کدورت قرنیه و عدسی، کلواستاتیک، لکوپنی زود گذر، خونریزی لثه(کلوزاپین) و رتینوپاتی پیگمانته برگشت‌ناپذیر (تیوریدازین در دوز بالا 800 mg سبب رسوب در شبکه می‌شود).

## پیش‌آگهی
بیشتر بیماران مبتلا در صورتی که درمان مناسب را دریافت کنند، به شکل قابل توجهی بهبود می‌یابند. پیش‌آگهی به عواملی چون سن شروع، طول مدت بیماری درمان‌نشده، علایم همراه، جنسیت، تأهل و حمایت‌های اجتماعی بستگی دارد.

## عوارض
کاهش عملکرد شغلی، تحصیلی و اجتماعی ممکن است اتفاق بیفتد. در صورت درمان نشدن احتمال این عوارض بسیار بیشتر است. در وضعیت حاد احتمال آسیب زدن به خود و دیگران وجود دارد.

## جنون و مسئولیت حقوقی افراد
دیوانه در مقابل عاقل به کسی گفته می‌شود که نمی‌تواند به درستی از عقلش استفاده کند. به چنین فردی مجنون گفته می‌شود؛ روان‌پریش‌ها در اصطلاح عامه، دیوانه و در اصطلاح فقهی و حقوقی، جزو مجانین به‌شمار می‌روند. در حقوق کیفری به دلیل عدم وجود توانایی بیمار در آگاهی از رفتار خویش و عدم توانایی در ارزیابی عملکرد خودش، جنون رافع مسئولیت کیفری به حساب می‌آید و از نظر حقوقی این افراد محجور هستند که این امر دارای آثار حقوقی قابل توجهی است. باید توجه داشت که جنون با سفیه تفاوت دارد و آثار جنون نیز با سفاهت متفاوت است. دیوانگی یا جنون -از نظر شدت و ضعف، دائم یا ادواری بودن و… شکل‌های متعددی دارد. به همین دلیل در بسیاری از موارد، تعیین حدود و مسئولیت مجنون مشکلات زیادی به همراه دارد و نیاز به کارشناسی دقیق متخصصین دارد.